# Termometro a infrarossi

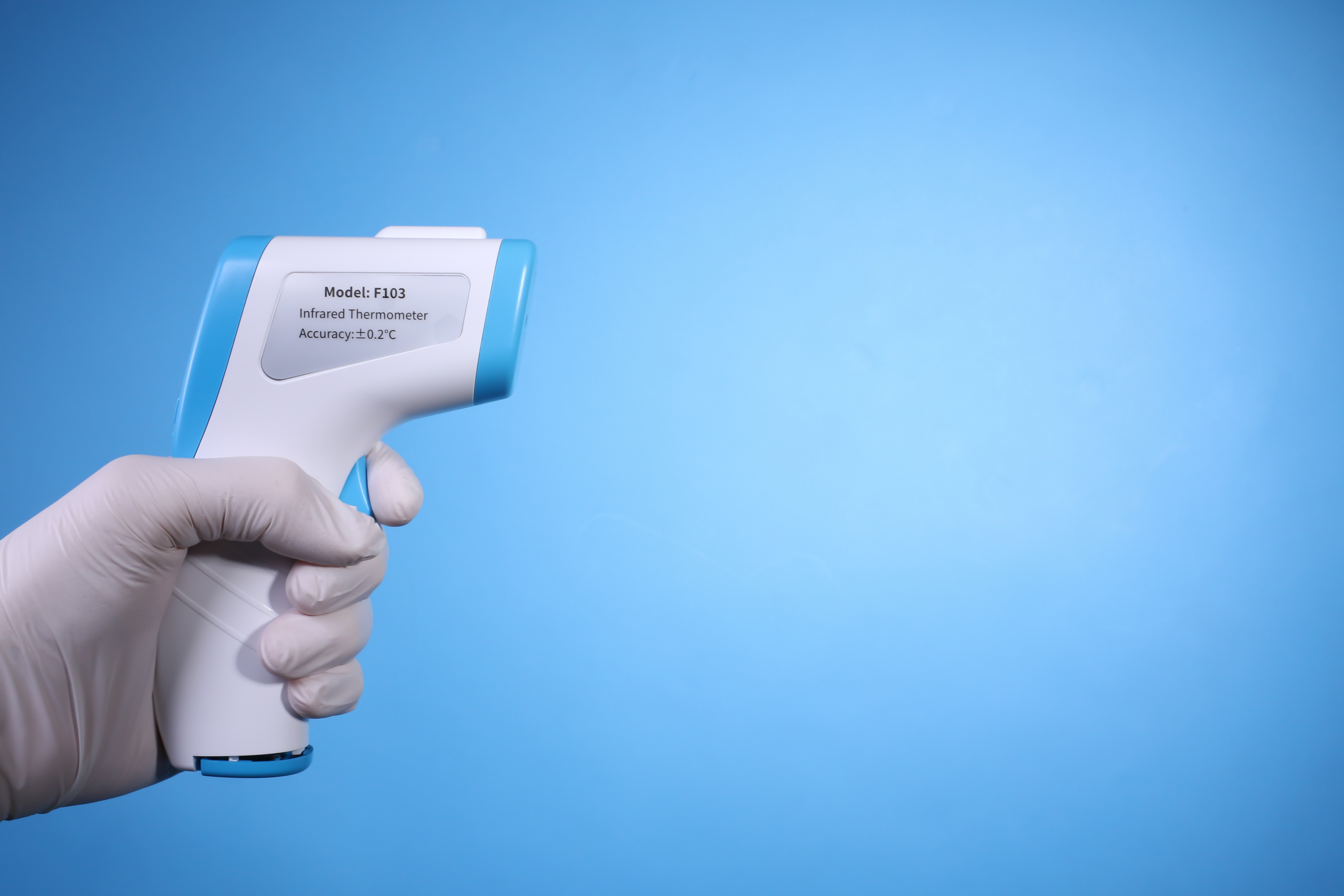
Profilo di un generico termometro IR

Il termometro a infrarossi (termometro IR), o pirometro a infrarossi, è uno strumento per la rilevazione della temperatura corporea, o più in generale di un oggetto, da distanza ravvicinata e in assenza di contatto con la superficie della quale si vuole misurare la temperatura.
Il funzionamento del termometro a infrarossi si basa sulla rilevazione delle radiazioni infrarosse, invisibili all'occhio umano ma emesse da tutti i corpi con temperatura superiore allo zero assoluto.
Le aree di applicazione sono molteplici, dal campo medico a quello militare o astrofisico.

## Origine dell'invenzione
L’origine del termometro a infrarossi è relativamente recente e non è riconducibile ad un'unica invenzione. Si articola invece in una serie di strumenti sviluppati a partire dagli anni settanta, acquistando di volta in volta migliorie in termini di efficacia e attendibilità. 
Dai primi anni sessanta sono stati sviluppati diversi strumenti per uso civile e militare (telecomandi, strumenti per la visione notturna, ecc.) il cui funzionamento è correlato alla rilevazione e/o emissione di radiazioni IR. Il primo esempio di termometro funzionante su questo principio è stato realizzato nel 1974 negli Stati Uniti.
Contemporaneamente allo sviluppo e produzione in serie di termometri IR come li osserviamo oggi, si sviluppò uno strumento analogo (dai costi accessibili), diffuso per lo più in ambito clinico grazie ad una maggiore attendibilità: il termometro auricolare a infrarossi. I primi termometri IR di fatto erano più costosi e meno attendibili rispetto a quest'ultimo che, fatta eccezione per la forma brevettata per l'inserimento nella cavità auricolare, possiede pressoché le medesime componenti. La scelta del punto di misurazione, la membrana timpanica, è dovuta alla scarsa possibilità di interferenza e al fatto che il rilevatore, al momento dell'inserimento nel canale uditivo, si isola dall'ambiente esterno grazie alle pareti dell'orecchio.
In seguito, grazie alla maggiore efficienza delle componenti e della tecnologia impiegata, si migliorò lo strumento portandolo ad ovviare ai problemi legati all'emissività. Ciò ha reso possibile misurare la temperatura in un tempo minimo (qualche secondo), con un elevato grado di precisione e senza che vi sia contatto alcuno.

## Principi di funzionamento
Il termometro IR funziona grazie alla radiazione termica, definita come la radiazione elettromagnetica infrarossa emessa da ogni corpo avente una temperatura maggiore di 0 K e rilevata da un dispositivo collocato all’interno del corpo del termometro. Il principio fondamentale su cui fonda le basi questa tipologia di rivelatore è una generalizzazione della legge di Stefan-Boltzmann sull’emittanza, che corrisponde alla legge di Planck sull’emissione di radiazioni:
la radiazione termica emessa da una superficie è direttamente proporzionale alla quarta potenza della temperatura della medesima superficie.
Questo principio fa riferimento al modello teorico legato all’emissività del corpo nero, che assume un corpo ideale il cui spettro di emissione ad una nota temperatura è composto da radiazioni di ogni lunghezza d’onda. L'emissività esprime la capacità di un corpo di assorbire energia termica per poi emetterla sotto forma di radiazioni infrarosse, il suo valore è pari a 1 se l'energia viene completamente assorbita come nel caso del corpo nero, e 0 se l'energia viene completamente riflessa. Tutto ciò su cui si effettua comunemente una misurazione ha emissività compresa tra questi due valori e viene definito corpo grigio, poiché lo spettro di assorbimento ed emissione di una superficie reale è incompleto rispetto a quello del corpo nero. Questo è dovuto a fattori quali la composizione chimica e la struttura geometrica del materiale, che riducono sensibilmente il valore dell’emissività (se la variazione è significativa si parla di emittanza). Per tale ragione una superficie irraggerà meno energia di quella che ci si aspetterebbe, secondo la legge per cui una superficie che ha uno spettro di assorbimento incompleto, emetterà una quantità di radiazione termica inferiore rispetto alla radiazione emessa dal corpo nero (coefficiente di assorbimento e di emissività si equivalgono). L'emissività di un corpo è il risultato del rapporto tra l'energia effettivamente irraggiata e quella che irraggerebbe se fosse un corpo ideale ad una determinata temperatura. Tuttavia, non è possibile determinare con esattezza la variazione, rendendo necessario fare delle ipotesi che generano di conseguenza un'imprecisione nella lettura della temperatura.
Per limitare in parte i problemi legati all’emissività,  il rilevatore di onde viene inserito all’interno di una coppa conica composta di un materiale ad alta riflettività, in corrispondenza di un vetro trasparente che permette il passaggio di onde IR. Questa struttura permette non solo di convogliare la radiazione in ingresso concentrandola interamente sul sensore (limitando il fenomeno della diffusione), ma anche di ridurre il campo visivo del termometro, isolando il più possibile il flusso di radiazioni proveniente dall’area rilevata.
L’alloggiamento del rilevatore è inserito a sua volta in un corpo scatolare isolato avente solitamente un’impugnatura ergonomica.
Le componenti interne dei termometri possono variare sensibilmente in virtù del modello, del campo di applicazione e del contesto di utilizzo. Alcuni elementi e caratteristiche sono tuttavia comuni a tutti i termometri di questa categoria:
- un microprocessore che sovrintende l’attività del termometro
- una termopila
- un dissipatore, al quale è collegato un rilevatore termico convenzionale
- un sensore (o rilevatore) sensibile alla radiazione infrarossa
- un multiplatore
- un microprocessore che riceve il segnale della temperatura rilevata convertendolo in uscita su uno schermo.

I dati necessari per il processo di calcolo si suddividono tra quelli relativi all’entità del flusso di radiazioni IR tra la superficie e il sensore e quelli relativi alla temperatura ambiente utilizzata come temperatura di riferimento. La termopila ha il compito di rilevare costantemente la temperatura ambiente, ed è posizionata in prossimità del dissipatore di calore. Entrambi sono avvolti in un involucro a bassa conduttività termica.
Al momento della rilevazione, il flusso di radiazioni infrarosse emesse dalla superficie target viene incanalato all'interno della coppa conica che contiene il sensore, che sollecitato invia i dati al microprocessore mediante circuiti analogici. I dispositivi più moderni hanno sostituito i circuiti analogici con sensori opto-elettronici in grado di convertire direttamente la radiazione infrarossa in impulsi elettrici, aumentando di conseguenza la velocità e la precisione di questo strumento. I vari adattamenti, atti ad approssimare l’emissitività ad 1, permettono di calcolare la temperatura mediante la legge di Stefan-Boltzmann.
L'elaborazione è un processo di calcolo il cui obiettivo è restituire il risultato che più si avvicina alla temperatura effettiva, associando ai dati ricevuti dal sensore i dati memorizzati nel microprocessore. L'algoritmo che segue, generato in maniera empirica, permette di ridefinire il risultato tenendo conto che una minore emissività fa registrare un risultato inferiore a quello reale. 
In seguito, il dispositivo esegue, in un arco di tempo dell’ordine di un secondo, un certo numero di rilevazioni. Il primo confronto è effettuato con un valore di riferimento prefissato, al di sotto del quale il risultato non è ritenuto di interesse (per esempio 32 °C per termometri clinici), mentre la termopila monitora la temperatura ambiente, così da avere ai fini dei calcoli una rilevazione sempre precisa.
Supponendo per esempio che vengano eseguite 10 rilevazioni in un secondo il dispositivo elimina poi i risultati superflui, al fine di ottenere il valore più attendibile: si attende che tutti i risultati rilevati siano maggiori del valore di riferimento e, mediante la conversione in impulsi elettrici, li si trasferisce all'interno della memoria del microprocessore in ordine decrescente. L’algoritmo di calcolo fa una media ponderata dei 5 valori maggiori, restituendo un risultato il cui valore assoluto dello scarto con l’elemento maggiore non deve superare una costante di riferimento (per esempio, 0,2 °C). Se ciò non avviene con l’elemento maggiore, l’algoritmo ripete il calcolo con il valore successivo per ordine, finché l’uguaglianza non viene rispettata. Infine, il microprocessore effettua un’ultima correzione sulla base di una curva quadratica, che mette in relazione la temperatura rilevata e quella ambientale (costantemente aggiornata).
Acquisita la rilevazione finale, il microprocessore emette un segnale sonoro per avvisare l’utente della fine della misurazione. Il multiplatore converte il segnale del risultato in uscita e lo invia al microprocessore dello schermo che lo visualizza. La temperatura visualizzata può essere espressa in gradi Celsius o Fahrenheit, a seconda del sistema di misurazione adottato nella nazione in cui viene distribuito il termometro.

## Impiego clinico
La veloce diffusione del termometro a infrarossi è legata a diversi fattori: la rapidità d'azione, la sua attendibilità e la completa assenza di contatto, che facilita la misurazione di molteplici individui evitando contaminazioni da agenti batterici o virali. Non tutte le categorie di termometri IR sono però indicate per l'uso clinico, in quanto molti di questi dispositivi sono progettati per l'impiego in settori che necessitano la rilevazione di una gamma di temperature molto più ampia, il che ne renderebbe l'utilizzo su un soggetto futile a causa della scarsa precisione.
Il differente afflusso sanguigno e la diversa esposizione alla dispersione di calore rendono la temperatura superficiale delle varie aree del corpo non omogenea. Per ottenere risultati corretti dal termometro, è necessario tener conto delle aree in cui la temperatura non subisce alterazioni significative. 
La rilevazione si effettua il più delle volte scansionando la fronte, in prossimità dell’arteria frontale. Tuttavia l'arteria può essere collocata in corrispondenza della linea dei capelli, se non addirittura al di sotto di essa (come spesso accade nei bambini) e per questa ragione la misurazione può non essere completamente attendibile. Le interferenze (e di conseguenza l’alterazione del risultato), possono verificarsi anche in particolari condizioni di stress del paziente, oppure a causa di condizioni ambientali estreme.

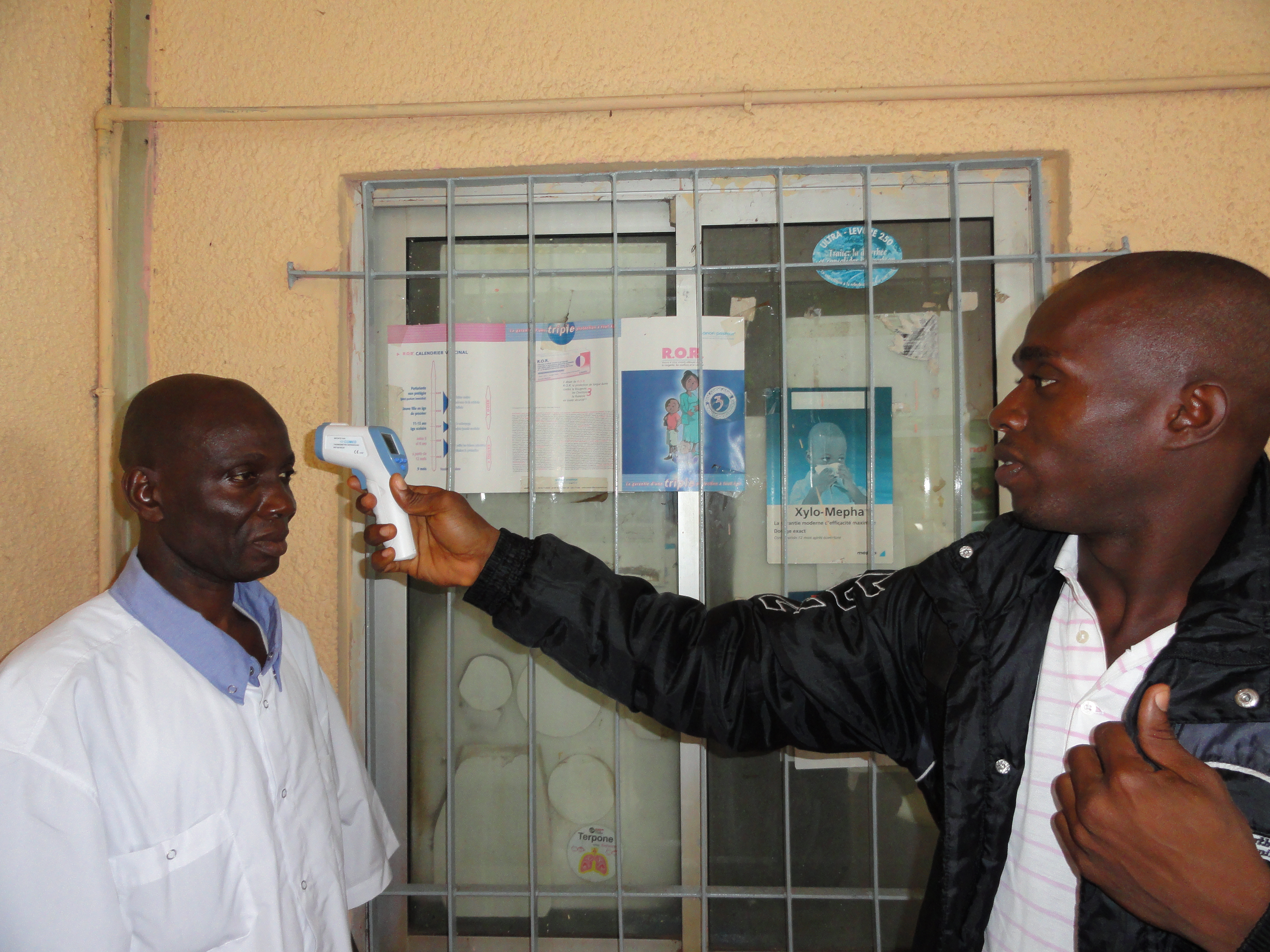
Misurazione della temperatura corporea con un termometro a infrarossi

Per ottenere un risultato con il minor margine di errore, occorre effettuare la scansione delle aree del capo in cui vi è un intenso e costante flusso sanguigno, rilevando la temperatura anche in più punti:
- La zona superiore dell’occhio, in prossimità dell’arteria sopraorbitale, la quale a sua volta è una diramazione della carotide interna;

- La zona posta dietro all’orecchio, in quanto anch’essa è molto vascolarizzata ed è diramazione della carotide interna;

- La zona frontale (che come detto può non essere sempre attendibile) diventa utile se si riesce ad individuare a grandi linee l’arteria temporale interna o esterna, diramazioni rispettivamente della carotide esterna ed interna.

Le superfici sopraelencate permettono di avere il risultato più congruo con la temperatura reale del flusso sanguigno in uscita dal cuore.
Per una misurazione ottimale (oltre ad una corretta individuazione dei punti anatomicamente compatibili) è necessario che lo strumento sia in equilibrio termico con l’ambiente circostante, il che richiede solitamente qualche minuto. Questo è necessario affinché l'interno del dispositivo (grazie allo spazio d'aria presente tra la termopila e il dissipatore) raggiunga esattamente la temperatura ambiente. In questa maniera, per i processi descritti in precedenza, la temperatura ambiente rilevata sarà precisa giocando un ruolo fondamentale nell’algoritmo di calcolo.
Sul risultato finale può agire, seppur sensibilmente, anche la distanza dalla quale si attua la rilevazione. Tale distanza è proporzionale alla superficie misurata mediante un rapporto di circa 12:1, ovvero ad una distanza pari a 12 cm si agisce su 1 cm² di superficie. È ingannevole tuttavia, l’idea che la rilevazione di una superficie maggiore porti ad un risultato più corretto. Il primo problema è legato all'emissività dovuta ad una superficie più estesa; in secondo luogo, effettuando ad esempio la rilevazione in prossimità dell’arteria sopraorbitale ad una distanza di circa 24 cm (2 cm² di superficie target) si andrà a misurare anche una porzione della fronte, la quale può raggiungere uno di scarto di circa 2 °C rispetto alla temperatura reale del flusso sanguigno, alterando la temperatura rilevata. Si consiglia quindi di effettuare la rilevazione di una superficie di circa 0,5 cm², a poco meno di 5 centimetri di distanza. 
Questi dispositivi son dotati generalmente di un puntatore laser, il quale rende visibile all’utente l’area sulla quale si effettua la misurazione. L’intensità di irraggiamento del puntatore può rappresentare (soprattutto in giovane età) un pericolo retinico per il soggetto, qualora venga direzionato sul bulbo oculare. Per questa ragione si è convenuto un parametro-soglia che limiti gli eventuali danni dovuti ad un utilizzo non corretto. 
L'attendibilità di questi dispositivi è quindi subordinata al corretto utilizzo del termometro e, seppur in misura minima, all’esposizione a fonti di interferenza termica che possono influenzare l’esattezza del risultato. Questo fenomeno è dovuto alla sovrapposizione di onde infrarosse emesse da sorgenti diverse, le quali una volta a contatto possono generare interferenze costruttive o distruttive. Per questa ragione è preferibile utilizzare il dispositivo lontano da fonti di calore.

## Uso durante la pandemia di Covid-19
La massiccia diffusione dei termometri a infrarossi è correlata alla Pandemia di COVID-19. In Italia, l'impiego dei termometri a infrarossi appartiene all’insieme delle misure preventive obbligatorie previste dal DPCM in vigore dal 26 aprile 2020, il quale prevede che ogni esercizio pubblico e privato abbia in dotazione uno strumento per il rilevamento della temperatura corporea dei visitanti. Per questo obiettivo il termometro risulta ideale per la misurazione in sicurezza e velocità.

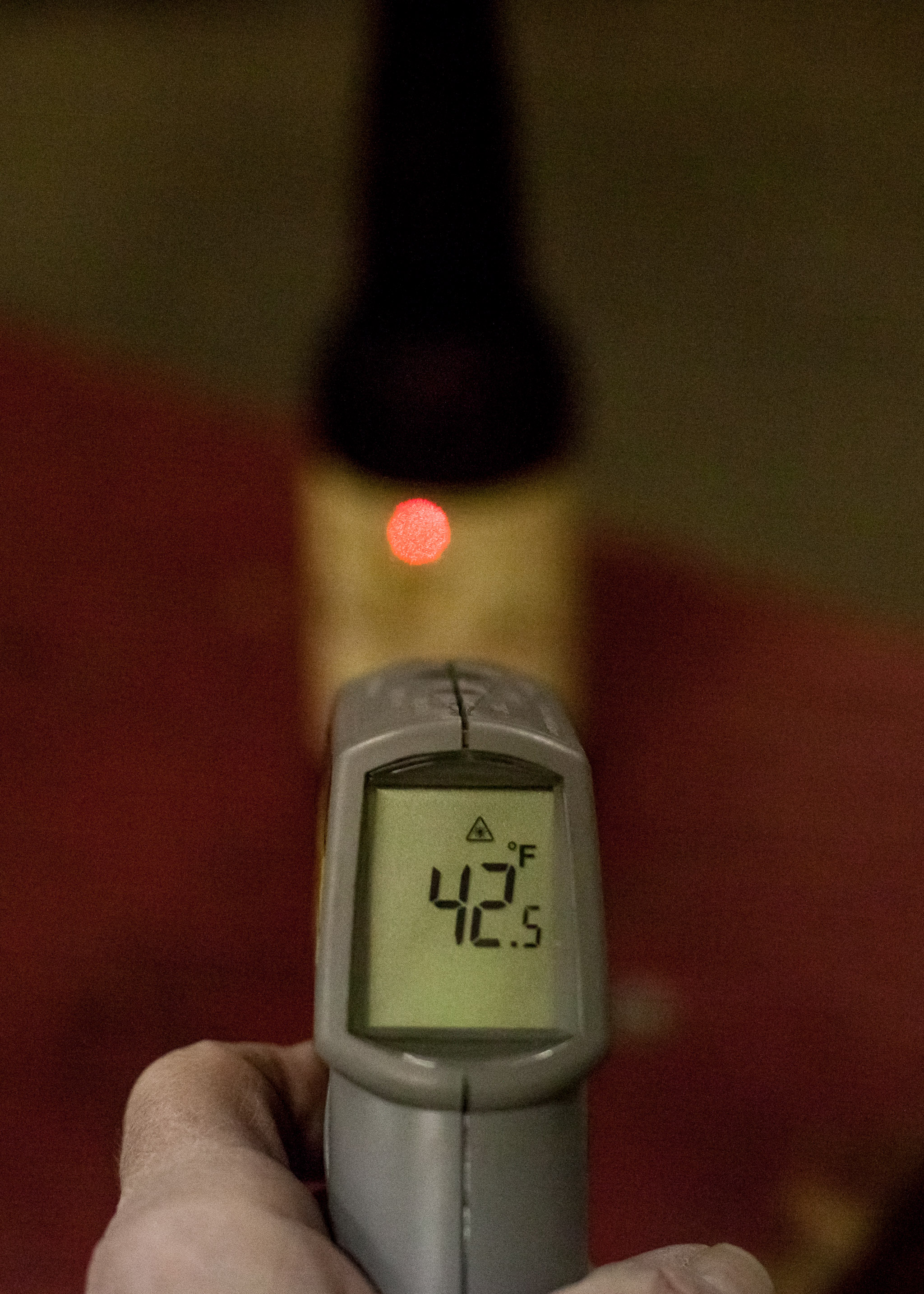
Il laser annesso al termometro indica con precisione la superficie target